# Кам'яниця Убальдіні
Кам'яниця Убальдіні, або  Вільчківська — житловий будинок на Площі Ринок, 3 у Львові, пам'ятка архітектури.49°50′33″ пн. ш. 24°01′57″ сх. д. / 49.842443° пн. ш. 24.032423° сх. д.

## Історія
Перша будівля на цьому місці зведена найімовірніше у XV ст. у техніці «пруського муру». Належала численній родині міщан Вільчеків, котрі займали багато посад у міському управлінні. За традицією від імені власника походила і назва кам'яниці — «Вільчківська». Пізніше кам'яниця належала зятеві львівського райці Валентія Вільчека італійцеві Урбано делла Ріпа Убальдіні, а згодом — його синові Джованні. 1663 року кам'яницю придбав купець Валенти Бзовський. Через зміну власників часом зустрічаються назви «Бзовська» і «Валентинівська». 1713 року дім від родини Бзовських переходить до магнатів Жевуських. На старих фундаментах у 1771–1772 роках на замовлення Жевуських був збудований нинішній будинок (архітектор Петро Полейовський). 1823 року кам'яниця переходить до Лянцкоронських, у 1834–1840 роках тут мешкав граф Станіслав Скарбек.

## Архітектура
Будинок у стилі бароко, кам'яний, витягнутий в плані, чотириповерховий.
Три вхідні портали плавних барокових обрисів із круглими світловими віконцями розділені пілястрами. Між вікнами трьох верхніх ярусів влаштовано гладкі і членовані рустом лопатки на усю висоту. Архівольти вікон другого ярусу півциркульні — композиційно підтримують круглі вікна першого поверху.
В епізодичних роботах були задіяні будівничий Йосиф Дубльовський, каменяр Андрій Осовський. Ковану балюстраду балкона виконали львівські слюсарі Петро Сенковацький та Яцентій Зяйко, а ґрати вікон — невідомий з прізвища коваль Іван. Збережений список будівельних видатків засвідчує, що білокам'яну скульптуру було помальовано білилами — звична для тих часів практика прикрашання та консервації пісковику. У свою чергу фасад помальовано «перловим» (рожевим) кольором, а балюстраду балкону — зеленим.

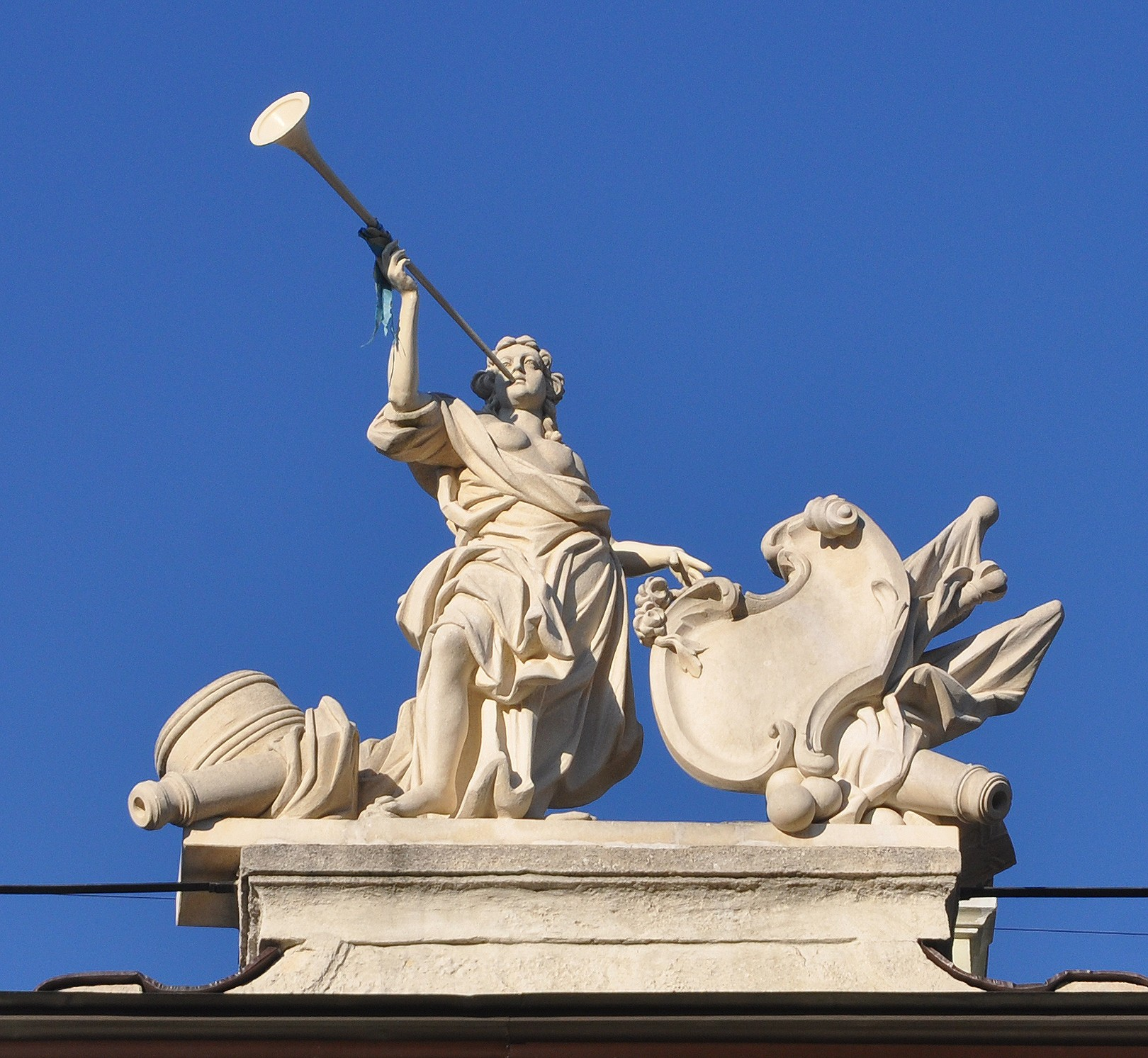
Скульптурна група «Слава» на аттику кам'яниці

У 1774–1775 роках відбувалося оздоблення інтер'єрів, у якому брали участь художники Станіслав Строїнський, Томас Ґертнер, Мартин Бялобжеський, скульптор Іван Щуровський, гончар з Яворова Домінік Пйонтковський. Внаслідок численних ремонтних робіт інтер'єр не зберігся.
Значний інтерес становлять фігури атлантів у вигляді лицарів, які підтримують балкон із ажурною решіткою, виконані скульптором Франциском Оленським за участі Яна Крушановського. Оленський також автор скульптурних груп «Слава» на аттику та «Генії» на балконі, консолей у формі дельфінів. Будинок увінчаний статуєю.
Скульптурна група «Слава» роботи Франциска Оленського з'явилася на фасаді кам'яниці у 1772 році. У 2008 році дослідження стану скульптур показало, що кам'яні фігури потребували невідкладних стабілізуючих заходів і їх демонтували. Через значні пошкодження каменю реставратори та експерти вирішили, що скульптури треба замінити копіями, які виготовив з полянського вапняку львівський скульптор Орест Дзиндра. Наприкінці 2014 року нова скульптурна група була встановлена на будинку.

Кам'яниця Убальдіні
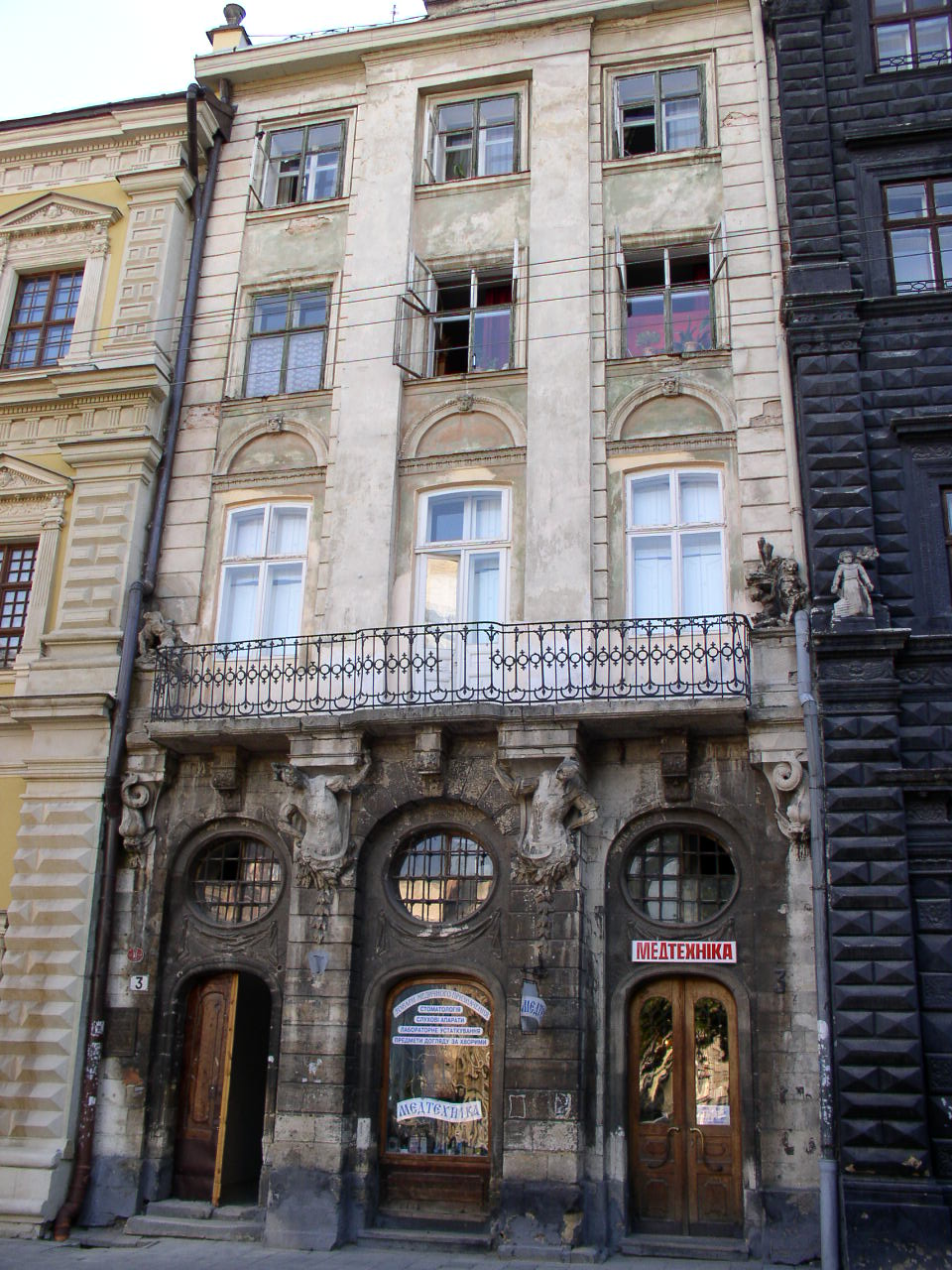
Кам'яниця Убальдіні до реставраці (світлина 2006 року)
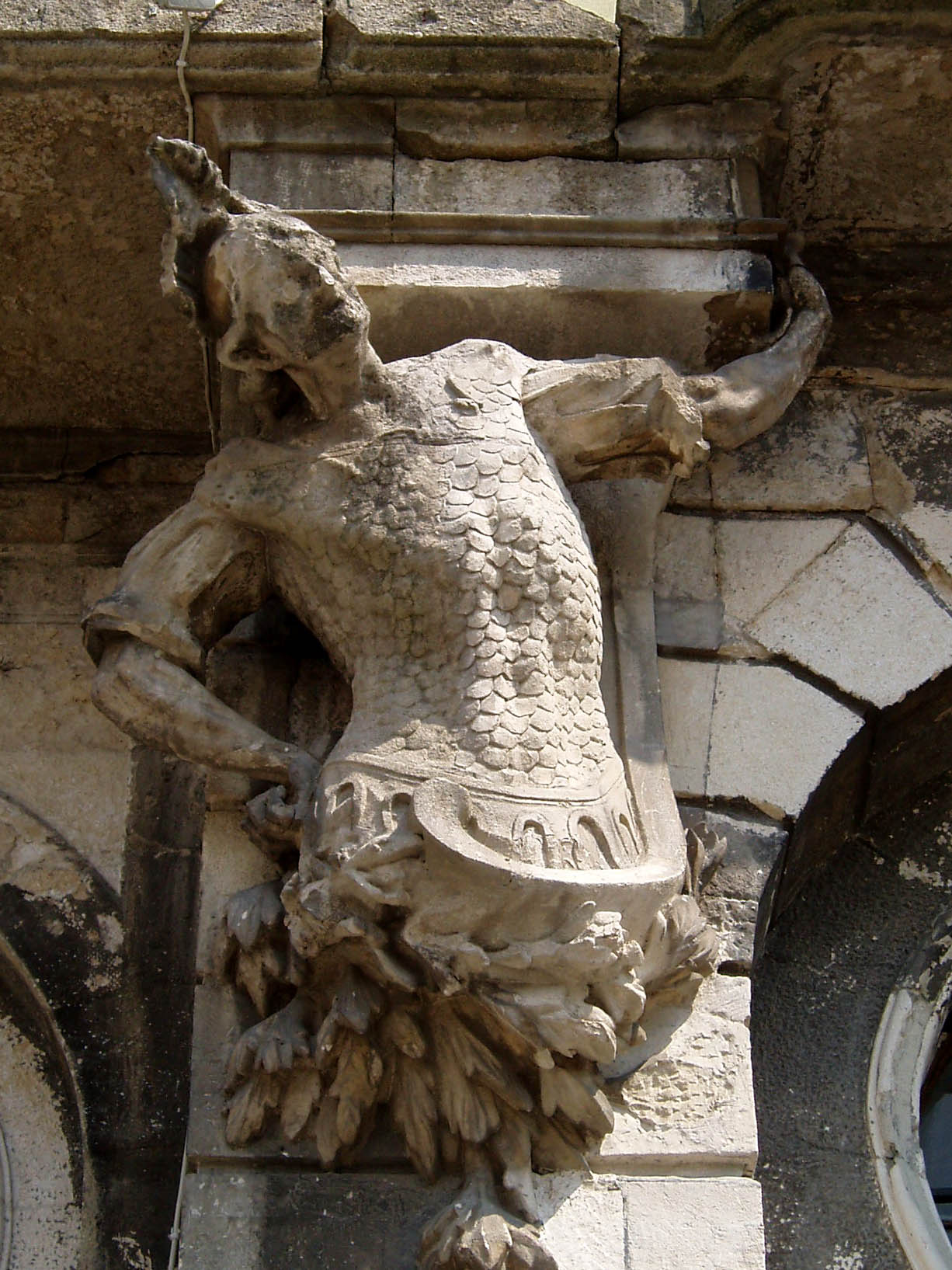
Фігура атланта
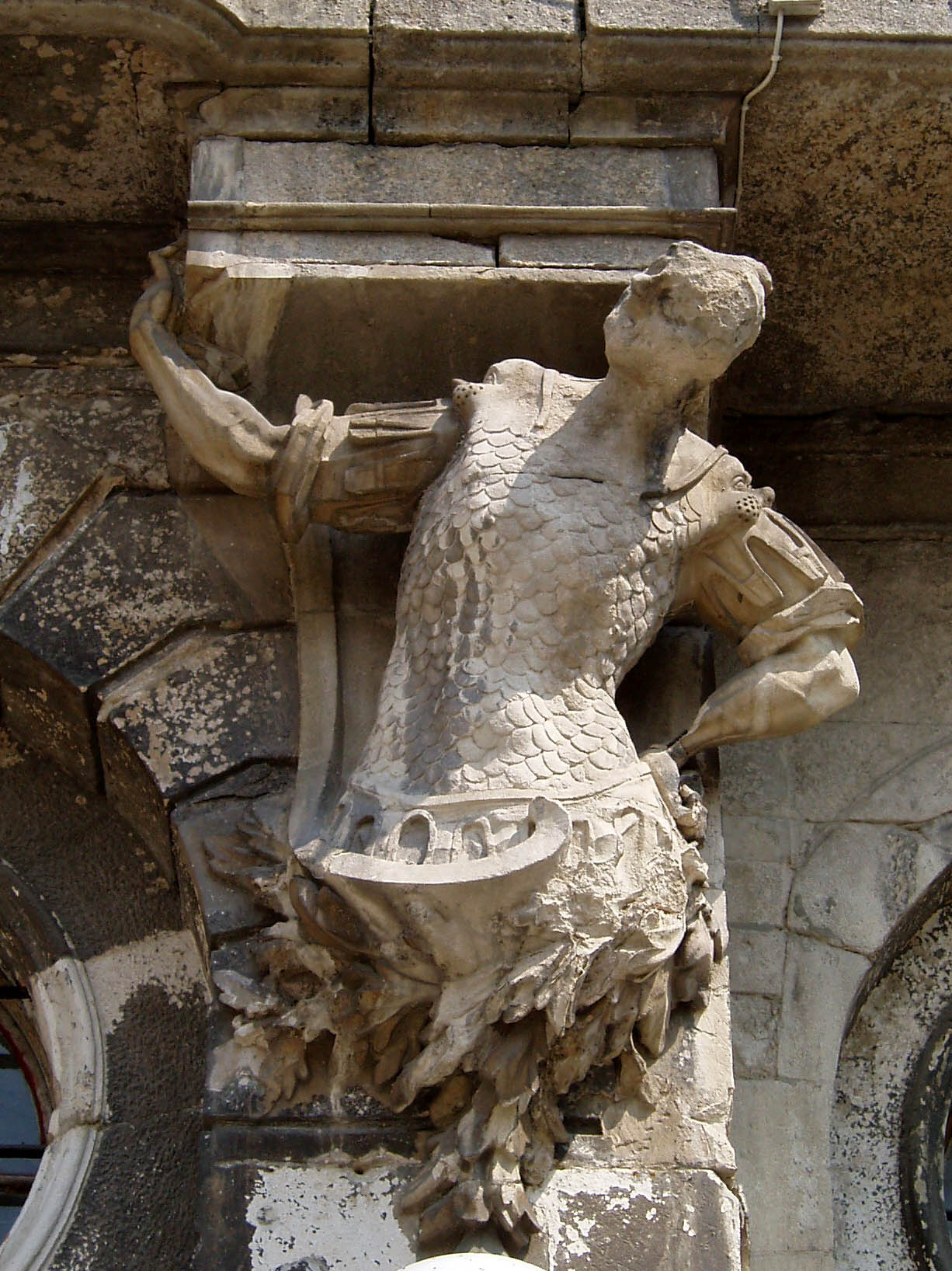
Фігура атланта